# Чукісова Ірина Ігорівна
Ірина Ігорівна Чукісова (нар. 26 грудня 1987) — білоруська та російська футболістка, нападниця.

## Життєпис
Ірина Ігорівна Чукісова народилася в Білорусі 26 грудня 1987 року.

### Клубна кар'єра
У 2003 році грала за ЖФК «Едель-Імо» з Дзержинська (Мінська область). Ставала чемпіонкою Білорусі в складі «Університету». З 2006 по 2015 роки виступала в Росії за команди: «Спартак», «ШВСМ Ізмайлово», «Надія», «Зоркий» та «Росіянка». У складі «Ізмайлово» грала в фіналі Кубку Росії 2013 року.
У 2016 році уклала контракт з казахстанським клубом «Астана».

### Кар'єра в збірній
У 2003 році дебютувала в складі юніорської збірної Білорусі (WU-19). Виходила на заміну в трьох відбіркових матчах чемпіонату Європи 2004 року у вересні 2003 року. Згодом грала за жіночу збірну країни.

### Як функціонерки
У сезоні 2018 року працювала начальницею жіночої команди московського «Локомотива».

## Досягнення
- Кубок Росії
  -  Фіналіст (2): 2011/12, 2013